# North Uist
North Uist (Schots-Gaelisch: Uibhist a Tuath) is een van de eilanden van de Schotse archipel van de Buiten-Hebriden.

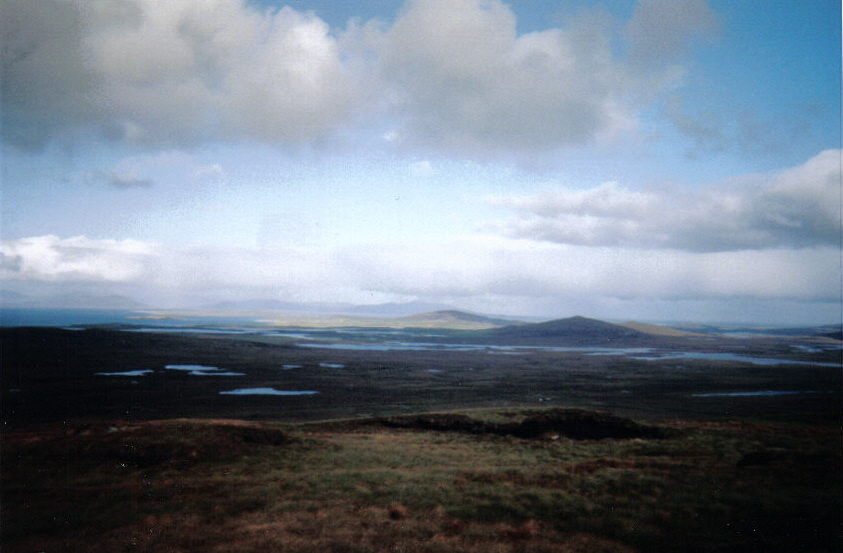
Machair-landschap nabij Malacleit

North Uist is het noordelijkste eiland van de zuidelijke groep die de Buiten-Hebriden uitmaakt. Een alternatieve naam is Tir an Eòrna, het Land van de Gerst. Van noord naar zuid is het eiland zo'n 20 kilometer breed, en van west naar oost minder dan 30. Ruim een derde van het eiland bestaat uit kleine lochs, en het is relatief vlak, met de heuvel Marrival (Schots-Gaelisch: Maireabhal) als hoogste punt, die 230 meter telt. Rond North Uist liggen verschillende kleinere eilandjes, waarvan Berneray, Baile Siar en Griomasaigh bewoond zijn. Alles bij elkaar heeft het eiland ongeveer 1500 inwoners, van wie de meerderheid Gaelisch spreekt. Rond het eiland slingert één weg, de A865, die aan het postkantoor van Clachan splitst, waarbij de andere helft zuidwaarts voert. Deze weg wordt van noord naar zuid doorsneden door de zogenaamde Comitéweg.

De hoofdnederzetting is Loch na Madadh, waar de veerboot vanuit Skye aanlegt. Alle dorpen zijn aan de kust gelegen. Er zijn enkele archeologische vondsten gedaan; onder andere op Vallay Island, thans niet meer bewoond, werd een prehistorisch huis blootgelegd. Op dit eiland staat tevens het Erskine Beveridge Mansion, een vervallen 19de-eeuws landhuis. Ook werd op Noord-Uibhist het graf van een hooggeplaatste Vikingvrouw aangetroffen. Op een klein eiland in een meertje werd de toren van Scolpaig gebouwd om de lokale inwoners werk te verschaffen. 

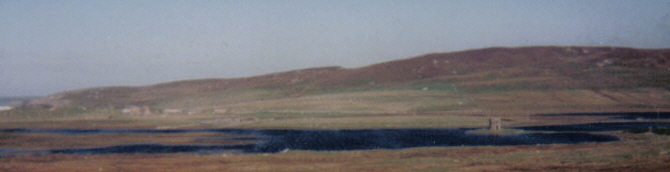
Het gehucht Scolpaig, met torentje

Het natuurreservaat van Baile Raghnaill, aan de westkust, is populair onder ornithologen, omdat er talloze zeldzame vogelsoorten, waaronder kwartelkoningen, broeden. Op de nabijgelegen Heisgeir-archipel, eveneens niet langer bewoond, bevindt zich een kolonie van naar schatting 9000 grijze zeehonden.

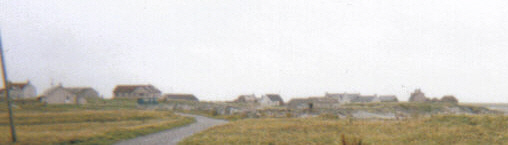
Hogha Gearraidh, een dorpje aan de uiterste westkust

Er is sinds enkele jaren een bosaanplantingsproject aan de gang, dat ettelijke keren heropgestart moest worden door de erg zanderige bodem. Toerisme vormt een steeds belangrijkere industrie voor de regio, en supplementeert de visvangst en schapenteelt. Desondanks lijden de eilanden onder ontvolking, met ook een verdere bedreiging van de Gaelische taal tot gevolg.

## Bezienswaardigheden
- Barpa Langais, een gekamerde tombe uit het neolithicum
- Pobull Fhinn, de grootste steencirkel op North Uist, stammende uit de bronstijd
- Teampull na Trionaid, een middeleeuws kloostercomplex en universiteit
- North Ford Causeway, de verbindingsdam tussen North Uist en Benbecula en South Uist
- Dun Scolpaig Tower, een folly